# Un Québec en mal d’enfants : la médicalisation de la maternité, 1910-1970
Un Québec en mal d’enfants : la médicalisation de la maternité, 1910-1970 est une étude de l’historienne Denyse Baillargeon, spécialiste de l’histoire des femmes, de la famille et de la santé. Elle a également enseigné l’histoire à l’Université de Montréal entre 1994 et 2018. L’œuvre est publiée en 2004 et a été traduite en anglais en 2009 sous le titre Babies for the nation. The Medicalization of Maternity in Quebec, 1910-1970.  
L’étude propose une analyse du processus de médicalisation de la maternité entre 1910 et 1970. L’année 1910 est choisie comme point de départ de l’étude, car c’est à partir de cette période que l’Église catholique commence à s’engager dans la santé des femmes. Entre ces années, on assiste à un essor de l’encadrement de la santé féminine jusqu’à l’adoption de mesures universelles par le gouvernement du Québec en 1970. À travers les 6 chapitres, l’auteure décrit l’évolution de la médicalisation de la maternité sous plusieurs aspects. En exploitant des archives, des correspondances, de rapports gouvernementaux et des journaux, l’auteure dévoile les débuts de la santé des femmes pendant leur grossesse.

## Contexte historiographique
L’historienne Denyse Baillargeon cherche à faire une analyse de l’histoire du Québec en passant par le genre et la femme. Elle examine le rôle de chacun pour mieux comprendre les rapports entre le privé, le public et la vie familiale. D'après l’auteure, la femme voit sa place près de la famille et elle s’en sert pour prendre sa place en politique. Sa monographie étudie l’évolution de la médicalisation de la maternité et l’impact qu’elle peut avoir sur le présent. Elle utilise un point de vue féministe pour amener le sujet des genres, les rapports nationaux comme la soi-disant « revanche des berceaux » et l’intervention de l’Église catholique dans la maternité.
Pendant longtemps, la question des sexes ne se posait pas dans l’écriture de l’histoire. On y écrivait une histoire masculine ou la vie quotidienne et privée prenait peu de place. Les femmes qui marquent l’histoire sont des héroïnes ou des personnages mythiques qui ont des caractéristiques plus masculines comme Jeanne D’Arc. Les historiens et historiennes ont commencé à s’intéresser à partir de 1929 à d’autres sujets qui étaient plus vastes comme l’économie et les rapports sociaux. On doit attendre encore quelque temps pour que le sujet de la femme dans l’histoire prenne sa place. Ce qui amène une nouvelle étude des sources :   
«De la préhistoire à nos jours, où étaient les femmes et que faisaient-elles ? Ce qui suppose lecture différente des textes, quête de sources nouvelles (la littérature personnelle, les objets), appel, pour les périodes récentes, à « l’histoire orale », intérêt pour le quotidien, les biographies, les vies « ordinaires ». Mais avant tout, regard nouveau.» 
L’historiographie de la natalité est courte puisque son étude était considérée comme nouvelle dans l'histoire. En 1968, un démographe du nom de Jacques Henripin fait une étude sur les tendances et facteurs de la fécondité au Canada. Il sort de son champ de recherche, la démographie, pour expliquer les raisons historiques[pas clair] comme l’âge du mariage, la natalité et le fonctionnement des hôpitaux. Il laisse une importante bibliographie à étudier. Par la suite, l’historienne Marie Lavigne écrit un chapitre dans Maîtresses de maison, maîtresses d'école nommé « réflexions féministes autour de la fertilité des Québécoises » où elle fait une réflexion critique de la natalité, la nuptialité et les régulations des naissances. Il y a eu d’autres ouvrages comme celui de Marvin McInnis et Daniel Fournier à la fin des années 1980 qui traitaient de la démographie et qui s’appuyaient sur Jacques Henripin pour leurs arguments. En 1991, Daniel Gauvreau écrit dans son article de Recherches sociographiques intitulé « Destins de femmes, destins de mères: images et réalités historiques de la maternité au Québec » qu’il n’existe toujours pas de cadre globale pour expliquer le sujet.  Il y a plusieurs études qui traitent de la natalité, la fécondité et la contraception, mais il n’y a presque rien sur la médicalisation des maternités au Québec. L’ouvrage amène une des premières analyses complètes sur le sujet dans l’histoire du Québec.

## Édition
Créée en 1975, la maison d’édition du remue-ménage a comme objectif de représenter les femmes[précision nécessaire] du Québec. Remue-ménage veut en effet rendre plus accessible les textes féministes. La fondation s’inscrit d’ailleurs dans le contexte des luttes féministes des années 1970. Leur première publication Môman travaille pas, a trop d’ouvrage ! paraît en 1976 et donne le coup d’envoi à maintenant plus de 40 ans de publications féministes. 
Denyse Baillargeon publie plusieurs œuvres au sein de cette édition. En plus de Un Québec en mal d’enfants, elle publie Ménagère au temps de la crise et Repenser la nation.

## Plan et structure de l'ouvrage
Les 6 chapitres de l’étude présentent l’évolution de la médicalisation de la maternité de manière thématique :  chapitre 1, « Une mauvaise mère nommée Québec » ; chapitre 2, « Une mortalité infantile bien nationale » ; chapitre 3, « Emparons-nous de la mère, emparons-nous de l’enfant » ; chapitre 4, « À l’école des mères » ;  chapitre 5, « Une lutte sans merci », chapitre 6, « La mère québécoise et ses enfants ».

### Description du contenu
Au début du 19e siècle, les femmes enceintes consultent un médecin majoritairement pour trois raisons seulement : pour confirmer leur grossesse ; pour avoir une approximation de la date de l’accouchement ; et finalement pour avertir le médecin que ses services seront demandés sous peu. Aucune examen post-partum est alors prévu pour ces femmes. L’enfant n’est pas examiné par un médecin après l’accouchement non plus. C’est ainsi que débute la période étudiée par l’œuvre de Baillargeon.
Cependant, le tout se transforme dans les générations qui suivent : les femmes enceintes dans les années 60 consultent les médecins régulièrement pendant leur grossesse. Mais comment la société québécoise a-t-elle évoluée de presque aucune consultation médicale lors des grossesses vers les services universels et disponibles aux futures mères apparus dans les années 1970 ?  Le livre présente en effet cette transformation médicale face à la grossesse.

#### Chapitre 1: Une mauvaise mère nommée Québec
Le premier chapitre présente les taux de mortalité infantile au sein de la province et la nation. Le gouvernement réagit face à ces taux élevés de mortalité infantile : des cliniques gratuites ouvrent leurs portes aux nouvelles mères. Le Québec est en effet dans une position honteuse quant à la mortalité infantile. Loin derrière les autres provinces canadiennes et la moyenne nationale, ce n’est qu’en 1970 que le Québec rattrape son retard. Des différences sont marquées entre certaines démographies. Par exemple, les taux varient selon la langue (francophones/anglophones) et selon la religion (catholiques/juifs/protestants). Le problème de la mortalité infantile est alors bien établi dans ce premier chapitre.
Entre-temps, environ 100 000 nouveau-nés meurent annuellement au Québec entre 1920 et 1930. Les causes sont nombreuses, mais la pauvreté générale est montrée du doigt. Le capitalisme fait mal à la nation en appauvrissant la population.  

#### Chapitre 2: Une mortalité infantile bien nationale
Dans ce chapitre, l’auteure analyse les discours des docteurs canadiens-français concernant la mortalité infantile. Ces derniers politisent le discours en faisant appel aux besoins de la nation. La mortalité infantile existe certes depuis longtemps, mais ce n’est qu’à l’apparition du capitalisme comme modèle économique que les autorités commencent à se soucier de ce phénomène. En effet, les forces capitalistes encouragent les familles à déménager en ville et ainsi à avoir généralement moins d’enfants. Face à cette baisse du nombre d’enfants par famille, le taux de mortalité infantile devient alors plus inquiétant. Cette baisse du nombre de naissances inquiète aussi les autorités qui craignent une perte de pouvoir de la nation canadienne-française. Pour que celle-ci survive, elle a besoin d’enfants et de relève. Dans un élan profondément nationaliste, les médecins souhaitent abaisser les taux de mortalité infantile. La question nationale est donc au cœur de l’inquiétude générale entourant la périnatalité. L’Église catholique accepte même l’intervention de l'État du Québec, fait rarissime. Les villes, la province, l’Église et les femmes activistes tiennent un discours nationaliste. C’est dans un but commun que l’on doit améliorer la santé des femmes et des nouveau-nés.

#### Chapitre 3: Emparons-nous de la mère, emparons-nous de l’enfant
Le troisième chapitre examine les conseils donnés aux femmes. La médicalisation de la maternité est liée aux progrès de la médecine entre 1910 et 1970. Certes les médecins prennent de plus en plus de place dans la sphère publique en ayant de meilleures connaissances médicales. Ce phénomène n'épargne pas les naissances. En effet, les médecins prennent plus de place et de pouvoir dans une sphère qui était auparavant presque uniquement réservée aux femmes. Il est à noter cependant que les femmes prennent aussi de la place dans le milieu médical en devenant infirmières. Elles restent par contre soumises aux décisions des médecins. Au-delà de leur discours nationaliste, les médecins ont à cœur la santé de leurs patientes. À l’époque, les femmes doivent jongler entre les attentes sociales et nationalistes du Québec et les conseils de leur médecin. On influence ainsi les femmes à aller vers leur médecin, et seulement leur médecin, pour toute information sur leur grossesse.
Les taux alarmants de mortalité infantile mènent à la médicalisation de la grossesse. La pauvreté est par contre souvent ignorée par les spécialistes, alors qu’elle est la plus grande source du problème. En effet, les taux de mortalité infantile commencent à diminuer seulement lorsque des services gratuits sont instaurés.

#### Chapitre 4: À l’école des mères
L’auteur présente dans ce chapitre les services offerts aux femmes pendant leur grossesse. Plusieurs paliers de pouvoirs différents offrent des services de soins aux futures mères. L’offre des services aux mères dépend évidemment de leur lieu de résidence. En effet, il y a une grande différence entre les services des villes et ceux des milieux ruraux. Face à ces inégalités, le privé prend la place du public dans les secteurs plus défavorisés. Le public et le privé travaillent de manière parallèle afin de donner des soins aux femmes. Le secteur privé aide donc énormément à la médicalisation de la maternité.

#### Chapitre 5: Une lutte sans merci
Ce cinquième chapitre présente les conflits qui surviennent au sein même de l'offre des services. Alors que des médecins, des infirmières, des membres du clergé et des politiciens souhaitent faire diminuer le taux de mortalité infantile, chacun a sa solution et celle-ci n’est pas nécessairement compatible avec celles des autres. En fait, ces différents groupes veulent la baisse du taux de mortalité infantile pour différentes raisons économiques, politiques et idéologiques. Il existe donc plusieurs sources de conflits : le privé compétitionne avec le public, les médecins se disputent entre eux sur la manière d’octroyer des soins, l’Église souhaite un moins grand engagement de l’État et finalement, l’Église et l’État souhaitent une moins grande influence des groupes de femmes activistes. Par contre, tous agissent pour la survie de la nation.
Dans tout ce tourbillon politique et médical, les mères restent cependant responsables de la santé de leur enfant. Les grossesses sont aussi vécues de manières différentes selon la classe sociale des mères. La médicalisation des grossesses ne peut donc pas être comprise sans mettre en lien le genre et la classe sociale de ces femmes.

#### Chapitre 6: La mère québécoise et ses enfants
Ce dernier chapitre donne la parole aux femmes et décrit leur réponse face à cette nouvelle médicalisation de leur grossesse. Ont-elles utilisé les services offerts ? Ont-elles changé leur manière d’être mère ? Vers le début des années 1970, près de 99% des femmes québécoises accouchent maintenant à l'hôpital. Les femmes acceptent alors les soins, mais à quelles conditions ? Baillargeon se base sur des analyses des données statistiques et sur des entrevues de femmes ayant accouché entre 1935 et 1965 pour brosser un portrait de l'accueil des femmes aux soins de la maternité. On découvre ainsi que la pauvreté est une des causes du peu de consultations médicales au début du siècle, cependant, ce n’est pas la seule cause. Les femmes ont aussi entendu le discours de l’Église qui voit les visites médicales de ce genre comme de l’exhibitionnisme ou du plaisir illicite. De plus, les femmes ont en moyenne moins d’enfants. En effet, plus les conditions de vie augmentent, moins les femmes ont d’enfants et ainsi elles ont plus de temps pour consulter un médecin de manière préventive. En se rendant à ces cliniques (notamment Gouttes de lait), les femmes socialisent avec les autres mères. Cet aspect renforce leur confiance envers les soins de la maternité. En général, l’universalisation des soins de la maternité laisse moins de place au débat national et aux disputes entre les différents acteurs.

## Réception universitaire
Ce livre est très bien accueilli par les universitaires. Il y a eu de nombreux comptes rendus faits par des historiens renommés et certains spécialistes de l’histoire de la femme au Québec. Ils sont presque tous d’accord sur le fait que la monographie apporte de nouveaux éléments qui permettent d'avoir une vue d'ensemble du sujet. Micheline Dumont, historienne qui était une professeure de l’Université de Sherbrooke qui s’est spécialisée dans l’histoire des femmes aux Québec, a écrit plusieurs ouvrages sur le sujet du féminisme. Dans un des comptes rendus qu’elle a fait au sujet du livre de Denyse Baillargeon, elle présente la monographie comme une œuvre majeure que toute féministe devrait posséder dans sa bibliothèque. Elle ajoute plus loin que la connaissance historiographique de l’auteure permet de situer le cas québécois à l’international ainsi que de mieux l’analyser dans son ensemble. Micheline Dumont n’a que de bons mots pour cette monographie et son auteure : «C’est une merveille de la voir tenir tous les fils de ces analyses multiples et d’en dégager des interprétations éclairantes et stimulantes.» 
Peter Gossage a fait un compte rendu sur un Québec en mal d’enfants. Il est un historien et professeur à l’Université Concordia et a écrit lui aussi un livre sur la fécondité des Québécoises publié en 2007. Il semble avoir une opinion moins positive que Micheline Dumont sur la monographie. Il mentionne dans son compte rendu qu’il n’aime pas le fait qu’il n’y a pas de conclusion générale et qu’il y a trop d’acronymes dans les derniers chapitres. Il donne également des bons côtés comme l’habilité pour les preuves orales et [précision nécessaire]. L’historien rajoute que l’auteure peut sembler dure envers les médecins de cette époque et qu’elle devrait mentionner que les avancées de la médecine sont tout de même réelles. Pourtant, il mentionne tout de même que le livre a un excellent sujet et que Denyse Baillargeon était une des meilleures historiennes sociales du Québec. Peter Gossage mentionne même un autre auteur qui a qualifié la monographie comme une étude post-révisionniste. L’auteur mentionne tout de même le fait que les prix étaient bien mérités et qu’il ne s’étonnerait pas qu’il y en ait d’autres qui suivent.
Le livre a eu d’excellentes critiques interdisciplinaires, par exemple de la sociologue Laurence Charron qui est spécialisée sur les sujets de la famille et le désir d’avoir des enfants. Elle écrit : 
« Ce livre est une remarquable contribution à l’analyse de l’émergence du médical au cœur de la reproduction humaine. Il met en exergue le processus qui a conduit depuis le début du XXe siècle à un contrôle « scientifique » des capacités reproductives des individus.» 
Un oncologue pédiatrique de la faculté de médecine de Newfoundland and Labrador’s University a fait un compte rendu sur la monographie, ce qui apporte un nouvel avis d’une personne qui voit son métier directement touché par ce passé. Il est d’avis que ce livre est tout de même d’actualité pour mieux comprendre les conflits entre les personnes impliquées et la politique les entourant. Il mentionne un propos intéressant dans son compte rendu : 
« Baillargeon’s approach is unabashedly feminist, but not dogmatically so. She frequently admonishes the medical patriarchy of the time, but observes that “…women gradually sought out this medical supervision … to the extent that … they perceived concrete advantages in it for their baby, their family, and themselves”. » 
Pour le reste des critiques, plusieurs ont mentionné que cette monographie est un ouvrage incontournable et bien fait sur le sujet pour ceux qui font de la recherche. Il est aussi facile à comprendre pour ceux qui n’ont pas de connaissances poussées en histoire, ce qui en fait un ouvrage facile d’accès pour les étudiants et le lectorat en général. Certains ont souligné la bonne idée de l’auteure d’aller interroger des mères pour avoir des sources orales.
La monographie est publiée par les éditions Remue-Ménage en 2004. Elle a remporté trois prix : le prix Lionel-Groulx en 2005, le prix Clio-Québec en 2006 et le prix Jean-Charles-Falardeau en 2006.
La monographie a été traduite en 2009 par W. Donald Wilson pour les éditions universitaires de Wilfrid Laurier University Press. Le traducteur a un doctorat en littérature française du Trinity College de Dublin. Dans les comptes rendus anglophones, on le félicite pour l’excellente traduction qu’il a fait de la monographie.